# 므두셀라의 아이들
《므두셀라의 아이들》(영어: Methuselah's Children)은 로버트 A. 하인라인의 1958년 장편 SF소설이다. 보통사람들의 질시와 박해를 피해 새 운명을 개척해나가야 하는 '므두셀라의 아이들'의 이야기를 담은 소설로, 미래사 시리즈의 라자러스 롱이 첫등장한 작품이기도 하다. 대한민국에는 오멜라스에서 김창규 번역으로 출간되었다.